# Axamosjön
Axamosjön är en källsjö i Jönköpings kommun i Småland och ingår i Motala ströms huvudavrinningsområde. Sjön är 15 meter djup, har en yta på 0,21 kvadratkilometer och är belägen 220,1 meter över havet.

## Delavrinningsområde
Axamosjön ingår i det delavrinningsområde (640755-139670) som SMHI kallar för Utloppet av Axamosjön. Avrinningsområdets medelhöjd är 223 meter över havet och ytan är 1,45 kvadratkilometer. Det finns inga delavrinningsområden uppströms utan avrinningsområdet är högsta punkten. Vattendraget som avvattnar avrinningsområdet har biflödesordning 3, vilket innebär att vattnet flödar genom totalt 3 vattendrag innan det når havet efter 222 kilometer. Delavrinningsområdet består mestadels av skog (38 procent), öppen mark (12 procent) och jordbruk (35 procent). Avrinningsområdet har 0,21 kvadratkilometer vattenytor vilket ger avrinningsområdet en sjöprocent på 14,7 procent.